# 土坑
土坑（どこう）とは、発掘調査などの際に確認される遺構のうち、人間が土を掘りくぼめてできたと考えられる穴で性格が見極めにくいものを指す。つまり遺構として検出されたとき、竪穴建物跡ないしその他の性格が明確な遺構と考えられるもの以外のものを「土坑」と呼び、調査の結果、性格の見きわめにくい遺構と判断された場合も「土坑」として取り扱われる。

## 土坑の種類

### 平面形状による分類
土坑を真上からみた場合の形状は円形、楕円形、方形、長方形、隅丸方形、隅丸長方形、不整形などがある。

### 断面形状による分類
土坑を半分に断ち割って覆土（ふくど）の半分を取り除いていくと断面の形状が明らかになる。断面全体の形状には筒状、フラスコ状、漏斗状などがある。また、底面も平坦なもの、窪み・凹凸をもつものなど様々である。

### 規模や深さによる分類
とくに規模の大きい土坑を大形土坑とよぶ場合があるが、明確な基準があるわけではない。柱を建てるために掘られたとみられる小規模な土坑は、柱穴様土坑または柱穴様ピットと呼ぶことが多い。なお、遺跡の時代や性格から考慮して、柱材を伴わなくても柱穴であることが確実視される場合（たとえば規則的にならぶ、柱の腐った痕跡があるなど）は、単に柱穴と呼び、土坑と区別することがある。

### 覆土（堆積土）による分類
半分に断ち割った際に、覆土を観察するが、それによって人為堆積か自然堆積かが判別できることが多い。土坑墓の場合は一括埋め戻しの人為堆積が一般的であるのに対し、貯蔵穴の場合は自然堆積であることが多い（もっとも、使わなくなって埋め戻す場合も多いので人為堆積の例も少なくない）。自然堆積の場合は、周囲の土砂が雨水のはたらきによって流れ込むことにより土層がレンズ状に堆積の様子がしばしば確認される。

### 用途による分類
出土物（遺物や人骨）を伴わない場合、土坑の用途を決めることは実はたいへん難しい。
たとえば、縄文時代の遺跡で、周囲に墓ないし墓域があり、径もしくは一辺が1m強、深さは平面規模に比べて浅く、底が平坦、さらに覆土が一括埋め戻しの人為堆積という条件が全部揃っていれば、仮に人骨が出土しなくても、屈葬の状態で葬送した土坑墓であることはほぼ間違いないと判断される。日本列島の、特に山地や台地のように酸性土壌が卓越するような環境にあっては、骨のカルシウム分は何千年もの間にすっかり溶け出して痕跡がまったく残らないケースがむしろ一般的なのである。
とはいえ、人骨や墓標（立石・列石・配石など）、あるいは化学分析の結果間違いなくヒトの遺体と判断された土壌試料のような決め手となる証拠がない場合、100%土坑墓だと断定することはできない。他の用途に使用された可能性が全くないとは言い切れないからである。

## 土坑の用途
前節「用途による分類」で述べたように、用途によって土坑を分類することはきわめて難しい。
そもそも人間が穴を掘るという行為には、埋葬、居住・避難、待ち伏せ狩猟（陥し穴）、保存・保管・貯蔵、ゴミ等の廃棄、排泄、飼育・養殖・栽培、取水・水汲み、調理、たき火、柱を建てる、石や碑を立てる…など、生活をより充実、便利、快適にする何らかの目的があってのことである。趣味で穴を掘る人はごく稀であろうから、穴を掘ること自体が目的のケースはほとんどない。したがって土坑には何らかの用途があったとみるのが常識的である。
それが平断面の形状やこれまでの検出例などから、ある程度類推される場合もあれば、遺物の出土によって完全に特定できる場合もあり、逆に、まったく判断の付かない場合もある。石器や土器が出土する場合には、その編年により、年代をある程度特定できても、有機体遺物に関しては酸性の土壌、高温多湿の気候、植物やバクテリアなどの活発な活動など、日本の場合は特に残りにくい条件が揃っているので、用途まではなかなか完全に特定できないケースが多い。
土坑のうち、完全に用途が特定できる場合には「土坑墓」「貯蔵穴」のように、その用途に応じた名称で呼ぶことが一般的である。言い換えれば、狭義の土坑とは「性格不明もしくは性格の見極めにくい（柱穴やピットより）大きめの穴」ということになる。